# Sławęcin (województwo mazowieckie)
Sławęcin – wieś w Polsce położona w województwie mazowieckim, w powiecie żuromińskim, w gminie Bieżuń. Ma status sołectwa.
| SIMC    | Nazwa     | Rodzaj |
| ------- | --------- | ------ |
| 0112220 | Ludwinowo | osada  |

Do 1954 roku siedziba wiejskiej gminy Stawiszyn. W latach 1975–1998 miejscowość położona była w województwie ciechanowskim.
W czasie II wojny światowej wieś otrzymała nazwę Helwig.
Wierni Kościoła rzymskokatolickiego należą do parafii św. Rocha w Radzanowie.